# Gongylidioides griseolineatus
Gongylidioides griseolineatus là một loài nhện trong họ Linyphiidae.
Loài này thuộc chi Gongylidioides. Gongylidioides griseolineatus được Ehrenfried Schenkel-Haas miêu tả năm 1936.